# Smyków (Podgrodzie)
Smyków – przysiółek wsi Podgrodzie w Polsce, położony w województwie świętokrzyskim, w powiecie ostrowieckim, w gminie Ćmielów.
W latach 1975–1998 przysiółek należał administracyjnie do województwa tarnobrzeskiego.